# بيرسون تومسون
بيرسون تومسون (بالإنجليزية: Pearson Thompson)‏ هو محامي أسترالي، ولد في 14 أبريل 1794، وتوفي في 22 نوفمبر 1872.